# Команчи (Оклахома)
Команчи (енгл. Comanche) град је у америчкој савезној држави Оклахома.

## Демографија
По попису из 2010. године број становника је 1.663, што је 107 (6,9%) становника више него 2000. године.
| Група             | 2000.         | 2010.         |
| Белци             | 1.353 (87,0%) | 1.416 (85,1%) |
| Афроамериканци    | 1 (0,1%)      | 4 (0,2%)      |
| Азијати           | 4 (0,3%)      | 1 (0,1%)      |
| Хиспаноамериканци | 27 (1,7%)     | 47 (2,8%)     |
| Укупно            | 1.556         | 1.663         |